# Vivianne Slioa
Vivianne Slioa (arabiska: فيفيان صليوا), född 1976 i Bagdad, är en irakisk poet. Hon föddes i en assyrisk familj och växte upp i sin farfars hus. Hennes familj var motståndare till Baath-regimen och de utsattes för tortyr, förföljelse och avrättning. Denna incident påverkade hennes personliga liv och litterära karriär. Hon lämnade Irak för Sverige 1991 över Turkiets gränser när hon var femton år gammal. Hon bodde i Sverige och fick svenskt medborgarskap, och hennes första diktsamling, Ahzan al-Fasul, publicerades 1997. Förutom att skriva poesi på arabiska, skrev hon på svenska och skrev också några låtar på sitt modersmål. Slioa är bosatt i London och fick brittiskt medborgarskap 2017.

## Priser
- 12 september 2005: Phoenix Gold Medal for Poetry, under den resande International Golden Phoenix Festival for Culture, Arts and Media, London. [3][4]